# Combes (Hérault)
Combes település Franciaországban, Hérault megyében. Lakosainak száma 321 fő (2022. január 1.). Combes Colombières-sur-Orb, Lamalou-les-Bains, Le Poujol-sur-Orb, Rosis és Taussac-la-Billière községekkel határos.

## Népesség
A település népességének változása:
| Lakosok száma | 152  | 188  | 180  | 307  | 347  | 341  | 333  | 326  | 322  | 321  |
|               | 1968 | 1982 | 1990 | 2006 | 2013 | 2015 | 2017 | 2019 | 2020 | 2022 |